# Uxue Juárez
Uxue Juárez Gaztelu (Pamplona, Navarra, 27 de septiembre de 1981) es una escritora, directora artística y profesora de instituto navarra.

## Biografía
Se licenció en Filología Hispánica en la Universidad de Navarra, donde se especializó en Estudios Anglonorteamericanos y Enseñanza del Español como Lengua Extranjera (1999-2003).
Desde 1999 ha tomado parte del taller de poesía de la Casa de la Juventud de Pamplona, además de haberse formado en talleres de escritura creativa dirigidos por la escritora Susana Barragués y Regina Salcedo.
Desde el año 2004 trabaja en un instituto como profesora de Lengua y Literatura. Como correctora, ha revisado la edición de Itzulerak/ Barne bidaiak. Es colaboradora de la revista Koult y del blog unlibroaldia donde escribe artículos de crítica literaria.
Es directora del Encuentro Poético Unicelular que ya va por su segunda edición (en junio de 2014 el encuentro contó con la presencia de la poeta mexicana Valerie Mejer y en noviembre de 2014 las poetas Lola Nieto, Hasier Larretxea, Izaskun Gracia, Regina Salcedo e Isabel Cadenas Cañón).

## Obras
Escribe en euskera y castellano. Ha recibido varios premios literarios y ha publicado los poemarios:
- Juárez Gaztelu, Uxue (2010). Cosas que crujen. Creación InJuve. Premio Injuve a la Creación Joven, 2010
- Juárez Gaztelu, Uxue (2014). Así, Berlín. Amargord ediciones. ISBN 978-84-16149-13-1. Archivado desde el original el 30 de diciembre de 2015. Consultado el 20 de diciembre de 2014.
- Juárez Gaztelu, Uxue (2015). En el principio era la nieve. Baile del Sol.
- Juárez Gaztelu, Uxue (2016). Bajo la lengua, bichos. Stendhal Books. ISBN 978-84-606-6684-4.
- Juárez Gaztelu, Uxue (2019). casi ciervos Archivado el 7 de octubre de 2019 en Wayback Machine.. greylock, Imprint [#] 2019.

Algunos de sus poemas han sido publicados en la revista literaria Luces y Sombras. Recientemente ha escrito Bajo la lengua; bichos, poemario ilustrado por la italiana Daniela Spoto.

## Premios
- 1996, Primer Premio del Instituto Navarro de la Igualdad por el relato "Oier", Pamplona.
- 2010, Premio INJUVE de Poesía, Madrid, 2010 por Cosas que crujen.[3]
- 2011, Primer Premio del Certamen de Poemas por SMS del Ayuntamiento de Pamplona.[4]
- 2011, Premio Proyecto "Yo También Leo".

## Publicaciones
En la revista Koult:
- Juárez Gaztelu, Uxue (Diciembre de 2013). «Félix Romeo: Por qué escribo». Koult. Archivado desde el original el 20 de diciembre de 2014. Consultado el 20 de diciembre de 2014.
- Juárez Gaztelu, Uxue (Marzo de 2014). «Ricardo Menéndez Salmón: NIños en el tiempo». Koult.

## Actividades artísticas
- Dirección de la obra Arlequín, servidor de dos amos de C. Goldoni dentro del proyecto CaixaEscena (Estella, 2010).
- Versos Inversos: Conferencia y recital en torno al panorama de la poesía en la actualidad organizada con motivo del 25 aniversario del establecimiento de relaciones diplomáticas entre el Estado de Israel y el Reino de España por la Embajada de Israel en España junto a Casa Sefarad-Israel y el INJUVE, 2011.
- Una vez en Pamplona/ Iruñean Behin: participación en antología de poetas navarros. Pamplona, 2001.
- Palabrabr@ta: edición de una revista literaria. Estella, 2007.[5]
- El haiku. Mi primera vez: dirige la edición de esta antología poética (Casamanita Cartoneira, Galicia, México DF, 2011).
- "El compromiso literario en la obra de Pablo Fidalgo Lareo". Encuentros literatura y compromiso: mesa redonda junto a Pablo Fidalgo, Unai Elorriaga y Javier García Clavel (Ateneo Navarro, Pamplona, 2014).
- "Mapa de las descoordenadas/ Hondamendiaren kartografia": actuaciones multidisciplinar de poesía y danza (Onki Xin, 2013, Pamplona y Bar Bagoa, Burlada, 2014) junto a la bailarina Amaia López.
- Como de hilo sin madeja/ Korapilo honetan norberak bere haria/ As Free Skein Yarn: proyecto artístico de poesía y pintura experimental junto a la artista Leire Urbeltz y escritoras como Carmen Camacho, Castillo Suárez o Izaskun Gracia (Galería Kalon, Todela, 2014).
- Poetika kiribila. Acción 01: performance junto a Amaia López, Naroa Armendariz y Anne Irura (Katakrak, 2014, Pamplona).
- Poetika kiribila. Acción 02: performance junto a Amaia López, Naroa Armendariz y Paula Azcona (Ciudadela, 2014, Pamplona).
- Ultravioleta. Poesía ilustrada: antología poética en preparación, próxima publicación en Estudio Vaca, Pamplona.